# Государственная учётная политика
Государственная учётная политика реализуется Инструкцией по бюджетному учёту через:
- план счетов бюджетного учёта;
- порядок отражения операций по исполнению бюджетов бюджетной системы Российской Федерации на счетах бюджетного учёта;
- порядок отражения органами, осуществляющими кассовое обслуживание исполнения бюджетов, операций по кассовому обслуживанию исполнения бюджетов на счетах бюджетного учёта;
- корреспонденцию счетов бюджетного учёта;
- иные вопросы организации бюджетного учёта[1].

Учётная политика формируемая участниками бюджетного процесса в соответствии с Федеральным законом от 06.12.2011 N 402-ФЗ «О бухгалтерском учёте».